# Stepán Kúbiv
Stepán Ivánovych Kúbiv (en ucraniano: Степан Іванович Кубів; nacido el 19 de marzo de 1962) es un político ucraniano, actual primer vice primer ministro de Ucrania y, simultáneamente, Ministro de Desarrollo Económico y Comercio desde el 14 de abril de 2016. Fue también gobernador del Banco Nacional de Ucrania de febrero a junio de 2014.

## Carrera
El 24 de febrero de 2014, es nombrado presidente del Banco Nacional de Ucrania.
El 4 de marzo de 2014, presenta su renuncia - la Rada suprema de Ucrania detuvo prematuramente las facultades de los Diputados en relación con la solicitud de los diputados.
El 19 de junio de 2014 Kubiv fue reemplazado como Presidente del Banco Nacional de Ucrania por Valeria Gontareva. Estaría llamado a ser el próximo Presidente de la Administración Regional del Estado de Lviv.
En las elecciones parlamentarias de 2014 fue reelegido en el parlamento; siendo el número 59 en la lista electoral del Bloque Petró Poroshenko.
Desde el 14 de abril de 2016 Kubiv es el primer Vice primer ministro de Ucrania y, simultáneamente, el ministro de Desarrollo Económico y Comercio.